# Военно-морские силы Брунея
Королевские военно-морские силы Брунея (малайск. Tentera Laut Diraja Brunei, сокращённо TLDB) являются одним из трёх компонентов вооружённых сил Брунея-Даруссалама.
ВМС Брунея были созданы 14 июня 1965 года.

## Современный корабельный состав
| Класс      | Строитель                                              | Тип                     | Количество | Годы вступления в строй | Дополнительная информация | Корабли                                  |
| ---------- | ------------------------------------------------------ | ----------------------- | ---------- | ----------------------- | --- | ---------------------------------------- |
| Darussalam | Lurssen Werft Германия                                 | Патрульный корабль      | 3          | 2011                    | 80 метровое патрульное судно. Вооружено 57 мм АУ Бофорс и 4 ПКР Экзосет MM40 | 06 Darussalam 07 Darulehsan 08 Darulaman |
| Itjihad    | Lurssen Werft Германия                                 | Корвет                  | 4          | 2010                    | 41 метровый корвет. | 17 Itjihad 18 Berkat 19 Syafaat 20 Afiat |
| Waspada    | by Vosper Thornycroft Сингапур                         | Ракетный катер          | 3          | 1978-1979               | 206 тонные катера с 2 ПКР MM38 Экзосет, 30 мм АУ BMARC-Oerlikon ОЦМ-B01 AA и 2 7,62 мм пулеметов; модернизация 90-х годах. Катера Waspada и Pejuang переданы в качестве учебных ВМС Индонезии и переименованы в Salawaku 642 и 643 Badau. | P02 Waspada P03 Pejuang P04 Seteria      |
| Perwira    | Vosper Thornycraft Сингапур                            | Сторожевой катер        | 3          | 1974-75                 | | KDB Perwira KDB Penyerang KDB Pemburu    |
| Serasa     | Transfield Shipbuilding of Western Australia Австралия | Десантный корабль (LCM) | 2          | с августа 1996          | Вооружены 2×20 mm АУ Oerlikon GAM B01 AA и 2×7.62 mm пулеметами | L33 Serasa L34 Teraban                   |
| 'Teraban   | Cheverton, Cowes Великобритания                        | Десантные катера        | 2          | 1976-77                 | Не несут вооружения, рассчитаны на 30 тонн груза | L31 Damuam L32 Puni                      |

- Кроме того в состав ВМС и морской полиции входят 48 малых патрульных катеров (в том числе 4 для речного патрулирования).

## Галерея

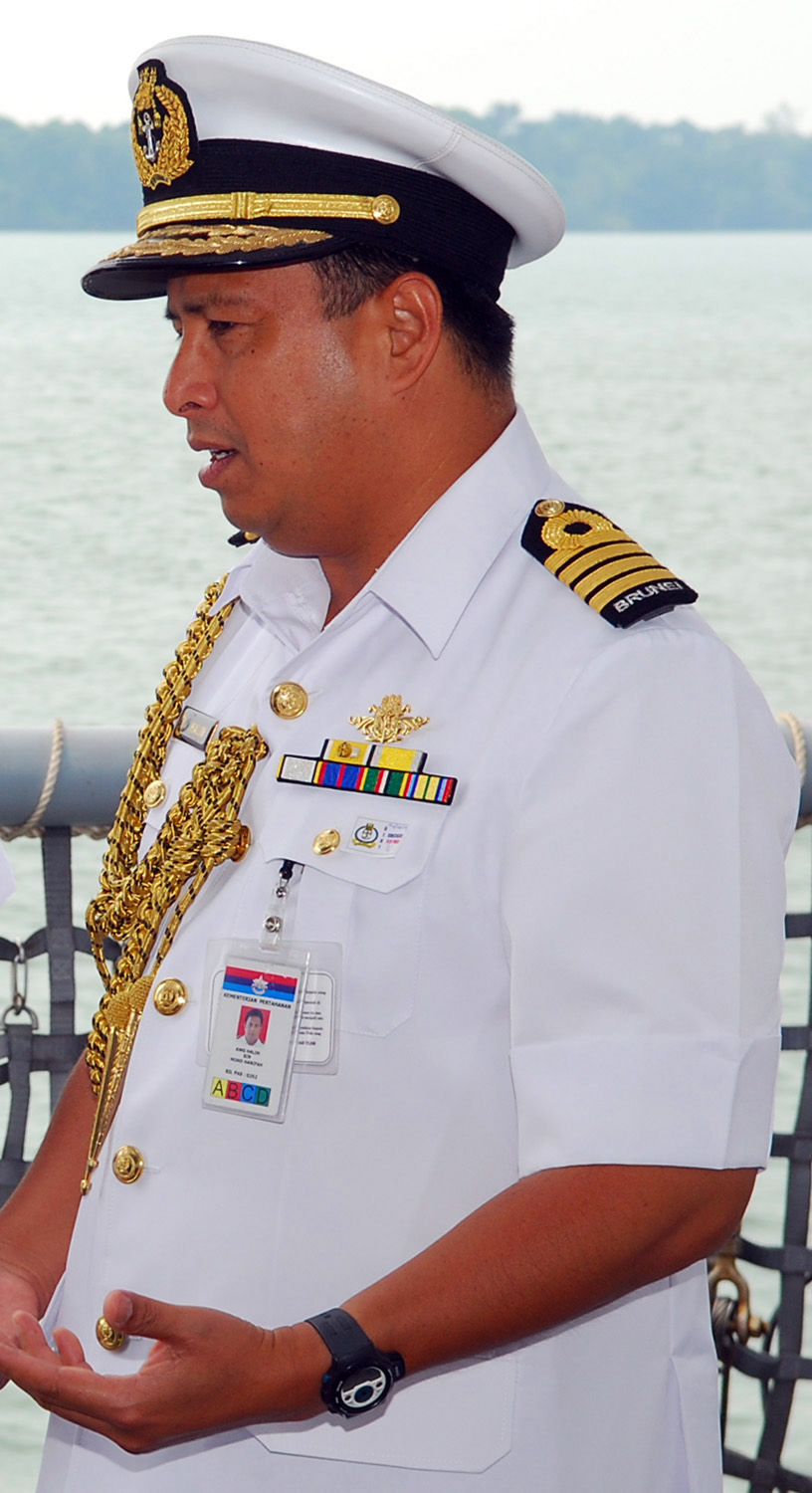
Командующий ВМС Абдул Халим
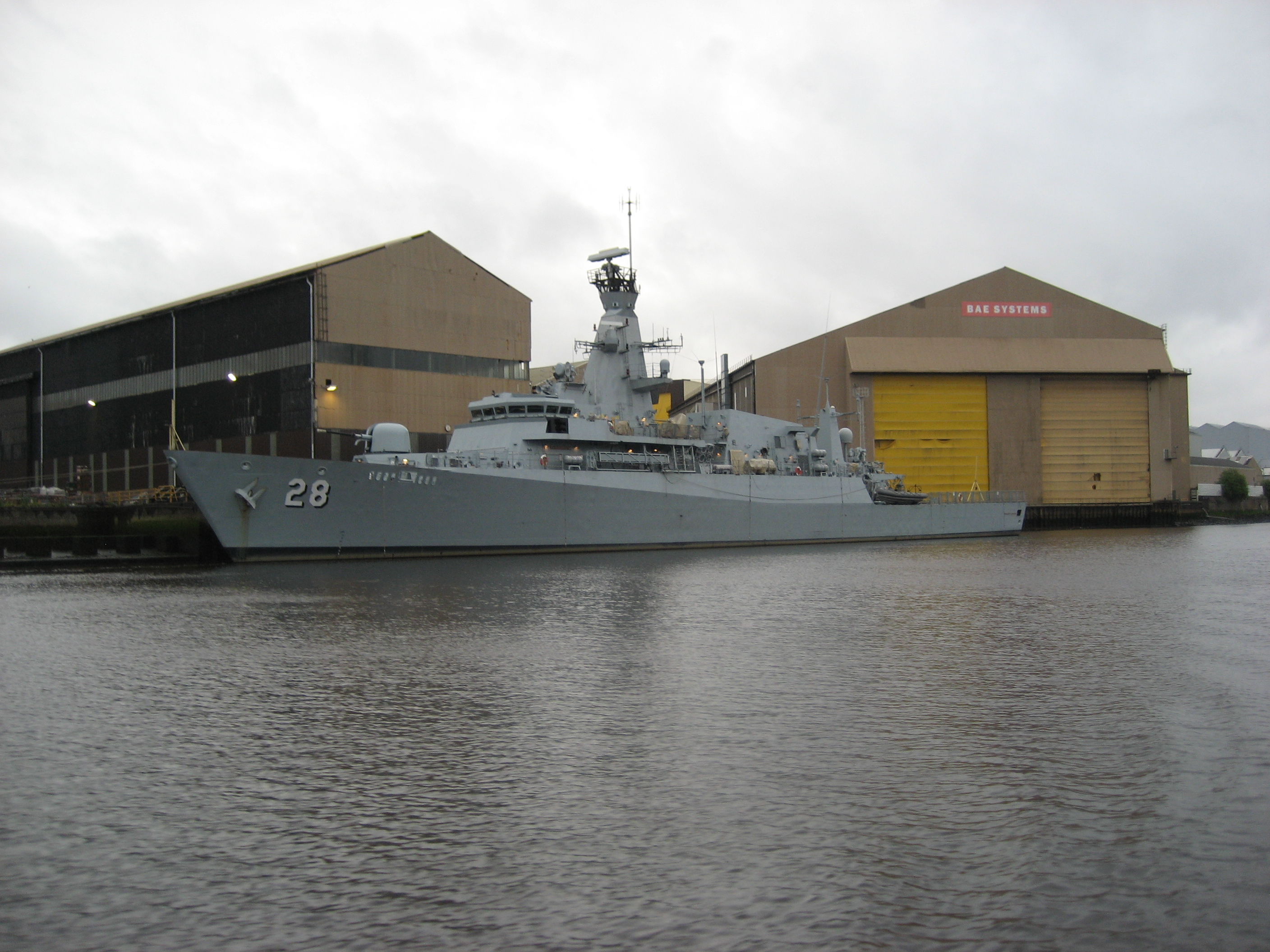
Патрульный корабль Nakhoda Ragam